# Volkswagen Golf III
Volkswagen Golf III (MK3 «Modification Kit 3») — компактный автомобиль, выпускавшийся в Германии компанией Volkswagen AG с 1991 года по 2002 год. Типы кузовов: трёхдверный и пятидверный хетчбэки, универсал Golf Variant, седан Vento и кабриолет. Впервые представлен широкой публике на Женевском автосалоне 1991 года. С весны 1992 года до окончания выпуска автомобиль продавался в России и странах СНГ, однако продажи автомобиля были невелики. 
Осенью 1992 года автомобиль занял 1-е  место в рейтинге  профессиональных европейских журналистов и стал Европейским автомобилем года (European Car of the Year). В 2000-х годах несколько десятков тысяч автомобилей VW Golf III было ввезено в Россию бывшими в употреблении из западных стран (Германии, Бельгии, Голландии, Швеции, Швейцарии и США).
Общее количество произведенных автомобилей составило 4 805 900 экземпляров, в том числе 222 626 универсалов и 43 902 седана.
В 1998 году произведен рестайлинг, внешний вид был основан на выпущенном в том же году следующем поколении — Volkswagen Golf IV.

## Типы двигателей
Бензиновые:
| Модель        | Цилиндров/Клапанов | Объём    | Мощность           | Кр. момент | 0-100км/ч | Макс. скорость | Период      |
| ------------- | ------------------ | -------- | ------------------ | ---------- | --------- | -------------- | ----------- |
| 1.4 ABD       | 4 / 8              | 1391 см³ | 60 л.с. (44 кВт)   | 107 Нм     | 16.3      | 157 км/ч       | 09.91-07.95 |
| 1.4 AEX       | 4 / 8              | 1391 см³ | 60 л.с. (44 кВт)   | 116 Нм     | 15.9      | 158 км/ч       | 05.96-12.97 |
|               |                    |          |                    |            |           |                |             |
| 1.6 ABU       | 4 / 8              | 1598 см³ | 75 л.с. (55 кВт)   | 126 Нм     |           | 168 км/ч       | 08.92-09.94 |
| 1.6 AEA       | 4 / 8              | 1598 см³ | 75 л.с. (55 кВт)   | 128 Нм     |           | 168 км/ч       | 10.94-07.95 |
| 1.6 AEE       | 4 / 8              | 1598 см³ | 75 л.с. (55 кВт)   | 135 Нм     | 13.4      | 168 км/ч       | 07.95-12.97 |
| 1.6 AEK       | 4 / 8              | 1595 см³ | 101 л.с. (74 кВт)  | 135 Нм     |           | 188 км/ч       | 08.94-12.95 |
| 1.6 AFT       | 4 / 8              | 1595 см³ | 101 л.с. (74 кВт)  | 140 Нм     | 11.2      | 188 км/ч       | 01.96-09.98 |
| 1.6 AKS       | 4 / 8              | 1595 см³ | 101 л.с. (74 кВт)  | 140 Нм     | 11.2      | 188 км/ч       | 07.97-10.00 |
| 1.8 ADD\|     |                    |          |                    |            |           |                |             |
| 1.8 AAM       | 4 / 8              | 1781 см³ | 75 л.с. (55 кВт)   | 140 Нм     | 14.2      | 168 км/ч       | 08.91-10.00 |
| 1.8 ABS       | 4 / 8              | 1781 см³ | 90 л.с. (66 кВт)   | 145 Нм     | 12.1      | 178 км/ч       | 11.91-07.95 |
| 1.8 ADZ       | 4 / 8              | 1781 см³ | 90 л.с. (66 кВт)   | 145 Нм     | 12.1      | 178 км/ч       | 10.94-10.00 |
|               |                    |          |                    |            |           |                |             |
| 2.0 2E        | 4 / 8              | 1984 см³ | 115 л.с. (85 кВт)  | 166 Нм     | 9.7       | 210 км/ч       | 11.91-09.94 |
| 2.0 ADY       | 4 / 8              | 1984 см³ | 115 л.с. (85 кВт)  | 166 Нм     | 9.7       | 210 км/ч       | 10.94-12.95 |
| 2.0 AGG       | 4 / 8              | 1984 см³ | 115 л.с. (85 кВт)  | 166 Нм     | 9.7       | 210 км/ч       | 07.95-12.01 |
| 2.0 AKR       | 4 / 8              | 1984 см³ | 115 л.с. (85 кВт)  | 166 Нм     |           |                | 04.97-04.00 |
| 2.0 ABA       | 4 / 8              | 1984 см³ | 115 л.с. (85 кВт)  | 166 Нм     | 9.7       | 210 км/ч       | 03.92-07.95 |
| 2.0 ABF       | 4 / 16             | 1984 см³ | 150 л.с. (110 кВт) | 180 Нм     | 8.1       | 225 км/ч       | 08.92-12.98 |
|               |                    |          |                    |            |           |                |             |
| 2.8 AAA (VR6) | 6 / 12             | 2792 см³ | 174 л.с. (128 кВт) | 240 Нм     | 7.5       | 240 км/ч       | 01.92-12.97 |
| 2.9 ABV (VR6) | 6 / 12             | 2861 см³ | 190 л.с. (140 кВт) | 245 Нм     | 6.7       | 250 км/ч       | 10.94-12.97 |

Дизельные:
| Модель      | Цилиндров/Клапанов | Объём    | Мощность          | Кр. момент | 0-100км/ч | Макс. скорость | Период      |
| ----------- | ------------------ | -------- | ----------------- | ---------- | --------- | -------------- | ----------- |
| 1.9 D 1Y    | 4 / 8              | 1896 см³ | 64 л.с. (47 кВт)  | 124 Нм     | 17.6      | 156 км/ч       | 11.91-02.99 |
| 1.9 SDI AEY | 4 / 8              | 1896 см³ | 64 л.с. (47 кВт)  | 133 Нм     | 17.6      | 156 км/ч       | 07.95-02.99 |
| 1.9 TD AAZ  | 4 / 8              | 1896 см³ | 75 л.с. (55 кВт)  | 150 Нм     | 15.1      | 165 км/ч       | 11.91-12.97 |
| 1.9 TDI 1Z  | 4 / 8              | 1896 см³ | 90 л.с. (66 кВт)  | 202 Нм     | 12.8      | 178 км/ч       | 08.93-07.96 |
| 1.9 TDI AHU | 4 / 8              | 1896 см³ | 90 л.с. (66 кВт)  | 202 Нм     | 12.5      | 178 км/ч       | 07.96-06.00 |
| 1.9 TDI ALE | 4 / 8              | 1896 см³ | 90 л.с. (66 кВт)  | 210 Нм     | 12.5      | 178 км/ч       | 05.96-12.01 |
| 1.9 TDI AFN | 4 / 8              | 1896 см³ | 110 л.с. (81 кВт) | 235 Нм     | 11.0      | 193 км/ч       | 02.96-08.99 |

## Технические данные
| Буквенный код двигателя:                          | ABD | AEE | AFT | AAM/ANN | ABS/ADZ/ANP/ADD | 2E/ADY/AGG | ABF | AAA | ABV | 1Y | AAZ | AEY | 1Z/AHU | AFN/AVG |                                                                                         |                                                                                         |
| Мотор:                                            | 4-цилиндровый двигатель (четырёхтактный) | 4-цилиндровый двигатель (четырёхтактный) | 4-цилиндровый двигатель (четырёхтактный) | 4-цилиндровый двигатель (четырёхтактный) | 4-цилиндровый двигатель (четырёхтактный) | 4-цилиндровый двигатель (четырёхтактный) | 4-цилиндровый двигатель (четырёхтактный) | 6-цилиндровый двигатель VR (четырёхтактный, цилиндров под углом 15 °) | 6-цилиндровый двигатель VR (четырёхтактный, цилиндров под углом 15 °) | 4-цилиндровый двигатель (четырёхтактный) | 4-цилиндровый двигатель (четырёхтактный) | 4-цилиндровый двигатель (четырёхтактный) | 4-цилиндровый двигатель (четырёхтактный) | 4-цилиндровый двигатель (четырёхтактный) |                                                                                         |                                                                                         |
| Объём:                                            | 1391 cm³ | 1598 cm³ | 1595 cm³ | 1781 cm³ | 1781 cm³ | 1984 cm³ | 1984 cm³ | 2792 cm³ | 2861 cm³ | 1896 cm³ | 1896 cm³ | 1896 cm³ | 1896 cm³ | 1896 cm³ |                                                                                         |                                                                                         |
| Диаметр цилиндра и ход поршня: :                  | 75 x 78,7 mm | 76,5 x 86,9 mm | 81 x 77,4 mm | 81 x 86,4 mm | 81 x 86,4 mm | 82,5 x 92,8 mm | 82,5 x 92,8 mm | 81 x 90,3 mm | 82 x 90,3 mm | 79,5 x 95,5 mm | 79,5 x 95,5 mm | 79,5 x 95,5 mm | 79,5 x 95,5 mm | 79,5 x 95,5 mm |                                                                                         |                                                                                         |
| Мощность при об/мин:                              | 44 kW (60 л.с.) 5200 | 55 kW (75 л.с.) 4800 | 74 kW (101 л.с.) 5800 | 55 kW (75 л.с.) 5000 | 66 kW (90 л.с.) 5500 | 85 kW (115 л.с.) 5400 | 110 kW (150 л.с.) 6000 | 128 kW (174 л.с.) 5800 | 140 kW (190 л.с.) 5800 | 47 kW (64 л.с.) 4400 | 55 kW (75 л.с.) 4200 | 47 kW (64 л.с.) 4200 | 66 kW (90 л.с.) 4000 | 81 kW (110 л.с.) 4150 |                                                                                         |                                                                                         |
| Крутящий момент при об/мин:                       | 107 Нм 2800 | 135 Нм 2800 | 140 Нм 3500 | 140 Нм 2500 | 145 Нм 2500 | 166 Нм 3200 (2800 у AGG) | 180 Нм 4800 | 235 Нм 4200 | 245 Нм 4200 | 124 Нм 2000 | 150 Нм 2400 | 124 Нм 2000 | 202 Нм 1900 | 235 Нм 1900 |                                                                                         |                                                                                         |
| Топливная система:                                | Электронный впрыск топлива | Электронный впрыск топлива | Электронный впрыск топлива | Электронный впрыск топлива | Электронный впрыск топлива | Электронный впрыск топлива | Электронный впрыск топлива | Электронный впрыск топлива | Электронный впрыск топлива | ТНВД Bosch | ТНВД Bosch + Турбонаддув (0,7 бар) | ТНВД Bosch | ТНВД Bosch + Турбонаддув (0,95 бар) | ТНВД Bosch + Турбонаддув (0,95 бар) |                                                                                         |                                                                                         |
| Клапанный механизм:                               | OHC , синхронизированный | OHC , синхронизированный | OHC , синхронизированный | OHC , синхронизированный | OHC , синхронизированный | OHC , синхронизированный | DOHC, ремень | 2 x OHC, цепи | 2 x OHC, цепи | OHC , синхронизированный | OHC , синхронизированный | OHC , синхронизированный | OHC , синхронизированный | OHC , синхронизированный |                                                                                         |                                                                                         |
| Охлаждение:                                       | Водяное | Водяное | Водяное | Водяное | Водяное | Водяное | Водяное | Водяное | Водяное | Водяное | Водяное | Водяное | Водяное | Водяное |                                                                                         |                                                                                         |
| Коробка передач:                                  | 5-ступенчатая механическая коробка передач (для 1,4 только 4-ступенчатая в 1992 году) , или (для 1.6/1.8/2.0, 115 PS / 2.8 и TDI) четырёх-ступенчатая автоматическая Передний привод либо полный привод (синхронизированный) по запросу на 1,8, 90 л.с. / 2,0, 115 л.с. / TDI серии 2,9 VR6 | 5-ступенчатая механическая коробка передач (для 1,4 только 4-ступенчатая в 1992 году) , или (для 1.6/1.8/2.0, 115 PS / 2.8 и TDI) четырёх-ступенчатая автоматическая Передний привод либо полный привод (синхронизированный) по запросу на 1,8, 90 л.с. / 2,0, 115 л.с. / TDI серии 2,9 VR6 | 5-ступенчатая механическая коробка передач (для 1,4 только 4-ступенчатая в 1992 году) , или (для 1.6/1.8/2.0, 115 PS / 2.8 и TDI) четырёх-ступенчатая автоматическая Передний привод либо полный привод (синхронизированный) по запросу на 1,8, 90 л.с. / 2,0, 115 л.с. / TDI серии 2,9 VR6 | 5-ступенчатая механическая коробка передач (для 1,4 только 4-ступенчатая в 1992 году) , или (для 1.6/1.8/2.0, 115 PS / 2.8 и TDI) четырёх-ступенчатая автоматическая Передний привод либо полный привод (синхронизированный) по запросу на 1,8, 90 л.с. / 2,0, 115 л.с. / TDI серии 2,9 VR6 | 5-ступенчатая механическая коробка передач (для 1,4 только 4-ступенчатая в 1992 году) , или (для 1.6/1.8/2.0, 115 PS / 2.8 и TDI) четырёх-ступенчатая автоматическая Передний привод либо полный привод (синхронизированный) по запросу на 1,8, 90 л.с. / 2,0, 115 л.с. / TDI серии 2,9 VR6 | 5-ступенчатая механическая коробка передач (для 1,4 только 4-ступенчатая в 1992 году) , или (для 1.6/1.8/2.0, 115 PS / 2.8 и TDI) четырёх-ступенчатая автоматическая Передний привод либо полный привод (синхронизированный) по запросу на 1,8, 90 л.с. / 2,0, 115 л.с. / TDI серии 2,9 VR6 | 5-ступенчатая механическая коробка передач (для 1,4 только 4-ступенчатая в 1992 году) , или (для 1.6/1.8/2.0, 115 PS / 2.8 и TDI) четырёх-ступенчатая автоматическая Передний привод либо полный привод (синхронизированный) по запросу на 1,8, 90 л.с. / 2,0, 115 л.с. / TDI серии 2,9 VR6 | 5-ступенчатая механическая коробка передач (для 1,4 только 4-ступенчатая в 1992 году) , или (для 1.6/1.8/2.0, 115 PS / 2.8 и TDI) четырёх-ступенчатая автоматическая Передний привод либо полный привод (синхронизированный) по запросу на 1,8, 90 л.с. / 2,0, 115 л.с. / TDI серии 2,9 VR6 | 5-ступенчатая механическая коробка передач (для 1,4 только 4-ступенчатая в 1992 году) , или (для 1.6/1.8/2.0, 115 PS / 2.8 и TDI) четырёх-ступенчатая автоматическая Передний привод либо полный привод (синхронизированный) по запросу на 1,8, 90 л.с. / 2,0, 115 л.с. / TDI серии 2,9 VR6 | 5-ступенчатая механическая коробка передач (для 1,4 только 4-ступенчатая в 1992 году) , или (для 1.6/1.8/2.0, 115 PS / 2.8 и TDI) четырёх-ступенчатая автоматическая Передний привод либо полный привод (синхронизированный) по запросу на 1,8, 90 л.с. / 2,0, 115 л.с. / TDI серии 2,9 VR6 | 5-ступенчатая механическая коробка передач (для 1,4 только 4-ступенчатая в 1992 году) , или (для 1.6/1.8/2.0, 115 PS / 2.8 и TDI) четырёх-ступенчатая автоматическая Передний привод либо полный привод (синхронизированный) по запросу на 1,8, 90 л.с. / 2,0, 115 л.с. / TDI серии 2,9 VR6 | 5-ступенчатая механическая коробка передач (для 1,4 только 4-ступенчатая в 1992 году) , или (для 1.6/1.8/2.0, 115 PS / 2.8 и TDI) четырёх-ступенчатая автоматическая Передний привод либо полный привод (синхронизированный) по запросу на 1,8, 90 л.с. / 2,0, 115 л.с. / TDI серии 2,9 VR6 | 5-ступенчатая механическая коробка передач (для 1,4 только 4-ступенчатая в 1992 году) , или (для 1.6/1.8/2.0, 115 PS / 2.8 и TDI) четырёх-ступенчатая автоматическая Передний привод либо полный привод (синхронизированный) по запросу на 1,8, 90 л.с. / 2,0, 115 л.с. / TDI серии 2,9 VR6 | 5-ступенчатая механическая коробка передач (для 1,4 только 4-ступенчатая в 1992 году) , или (для 1.6/1.8/2.0, 115 PS / 2.8 и TDI) четырёх-ступенчатая автоматическая Передний привод либо полный привод (синхронизированный) по запросу на 1,8, 90 л.с. / 2,0, 115 л.с. / TDI серии 2,9 VR6 |                                                                                         |                                                                                         |
| Передняя подвеска:                                | Макферсон (подвеска), рычаги | Макферсон (подвеска), рычаги | Макферсон (подвеска), рычаги | Макферсон (подвеска), рычаги | Макферсон (подвеска), рычаги | Макферсон (подвеска), рычаги | Макферсон (подвеска), рычаги | Макферсон (подвеска), рычаги | Макферсон (подвеска), рычаги | Макферсон (подвеска), рычаги | Макферсон (подвеска), рычаги | Макферсон (подвеска), рычаги | Макферсон (подвеска), рычаги | Макферсон (подвеска), рычаги |                                                                                         |                                                                                         |
| Задняя подвеска:                                  | Торсионная, полуоси рычага, винтовые пружины | Торсионная, полуоси рычага, винтовые пружины | Торсионная, полуоси рычага, винтовые пружины | Торсионная, полуоси рычага, винтовые пружины | Торсионная, полуоси рычага, винтовые пружины | Торсионная, полуоси рычага, винтовые пружины | Торсионная, полуоси рычага, винтовые пружины | Торсионная, полуоси рычага, винтовые пружины | Торсионная, полуоси рычага, винтовые пружины | Торсионная, полуоси рычага, винтовые пружины | Торсионная, полуоси рычага, винтовые пружины | Торсионная, полуоси рычага, винтовые пружины | Торсионная, полуоси рычага, винтовые пружины | Торсионная, полуоси рычага, винтовые пружины |                                                                                         |                                                                                         |
| Тормоза:                                          | C, CL, GL (до 90 л.с.) Передние дисковые тормоза (Ø 239x12 mm) Задние барабанные, с АБС для GT (90 л.с) и с 115 л.с (GTI/GL): дисковые тормоза со всех сторон (Вентилируемые передние диаметром 256x20 мм, 226x10 мм задние Ø) с АБС                                                        | C, CL, GL (до 90 л.с.) Передние дисковые тормоза (Ø 239x12 mm) Задние барабанные, с АБС для GT (90 л.с) и с 115 л.с (GTI/GL): дисковые тормоза со всех сторон (Вентилируемые передние диаметром 256x20 мм, 226x10 мм задние Ø) с АБС                                                        | C, CL, GL (до 90 л.с.) Передние дисковые тормоза (Ø 239x12 mm) Задние барабанные, с АБС для GT (90 л.с) и с 115 л.с (GTI/GL): дисковые тормоза со всех сторон (Вентилируемые передние диаметром 256x20 мм, 226x10 мм задние Ø) с АБС                                                        | C, CL, GL (до 90 л.с.) Передние дисковые тормоза (Ø 239x12 mm) Задние барабанные, с АБС для GT (90 л.с) и с 115 л.с (GTI/GL): дисковые тормоза со всех сторон (Вентилируемые передние диаметром 256x20 мм, 226x10 мм задние Ø) с АБС                                                        | C, CL, GL (до 90 л.с.) Передние дисковые тормоза (Ø 239x12 mm) Задние барабанные, с АБС для GT (90 л.с) и с 115 л.с (GTI/GL): дисковые тормоза со всех сторон (Вентилируемые передние диаметром 256x20 мм, 226x10 мм задние Ø) с АБС                                                        | C, CL, GL (до 90 л.с.) Передние дисковые тормоза (Ø 239x12 mm) Задние барабанные, с АБС для GT (90 л.с) и с 115 л.с (GTI/GL): дисковые тормоза со всех сторон (Вентилируемые передние диаметром 256x20 мм, 226x10 мм задние Ø) с АБС                                                        | Дисковые тормоза со всех сторон (Ø 280x22 передние / 288x25, задние 226 мм), с ABS | Дисковые тормоза со всех сторон (Ø 280x22 передние / 288x25, задние 226 мм), с ABS | Дисковые тормоза со всех сторон (Ø 280x22 передние / 288x25, задние 226 мм), с ABS | Передние дисковые тормоза (диаметр 239 мм) Задние барабанные, с АБС | Передние дисковые тормоза (диаметр 239 мм) Задние барабанные, с АБС | Передние дисковые тормоза (диаметр 239 мм) Задние барабанные, с АБС | Передние дисковые тормоза (Ø 256x20), Задние барабанные / дисковые тормоза 226x10, с АБС | Передние дисковые тормоза (Ø 280x22 / 288x25 mm), задние дисковые тормоза 226x10, с АБС | Передние дисковые тормоза (Ø 280x22 / 288x25 mm), задние дисковые тормоза 226x10, с АБС | Передние дисковые тормоза (Ø 280x22 / 288x25 mm), задние дисковые тормоза 226x10, с АБС |
| Рулевое управление:                               | Реечное, с гидроусилителем (на 60 л.с мотор ставилось по заказу) | Реечное, с гидроусилителем (на 60 л.с мотор ставилось по заказу) | Реечное, с гидроусилителем (на 60 л.с мотор ставилось по заказу) | Реечное, с гидроусилителем (на 60 л.с мотор ставилось по заказу) | Реечное, с гидроусилителем (на 60 л.с мотор ставилось по заказу) | Реечное, с гидроусилителем (на 60 л.с мотор ставилось по заказу) | Реечное, с гидроусилителем (на 60 л.с мотор ставилось по заказу) | Реечное, с гидроусилителем (на 60 л.с мотор ставилось по заказу) | Реечное, с гидроусилителем (на 60 л.с мотор ставилось по заказу) | Реечное, с гидроусилителем (на 60 л.с мотор ставилось по заказу) | Реечное, с гидроусилителем (на 60 л.с мотор ставилось по заказу) | Реечное, с гидроусилителем (на 60 л.с мотор ставилось по заказу) | Реечное, с гидроусилителем (на 60 л.с мотор ставилось по заказу) | Реечное, с гидроусилителем (на 60 л.с мотор ставилось по заказу) |                                                                                         |                                                                                         |
| Кузов:                                            | Сталь, несущий | Сталь, несущий | Сталь, несущий | Сталь, несущий | Сталь, несущий | Сталь, несущий | Сталь, несущий | Сталь, несущий | Сталь, несущий | Сталь, несущий | Сталь, несущий | Сталь, несущий | Сталь, несущий | Сталь, несущий |                                                                                         |                                                                                         |
| Колея передняя / задняя::                         | 1460–1480/1430–1450 мм | 1460–1480/1430–1450 мм | 1460–1480/1430–1450 мм | 1460–1480/1430–1450 мм | 1460–1480/1430–1450 мм | 1460–1480/1430–1450 мм | 1460–1480/1430–1450 мм | 1460–1480/1430–1450 мм | 1460–1480/1430–1450 мм | 1460–1480/1430–1450 мм | 1460–1480/1430–1450 мм | 1460–1480/1430–1450 мм | 1460–1480/1430–1450 мм | 1460–1480/1430–1450 мм |                                                                                         |                                                                                         |
| Колесная база:                                    | 2475 мм | 2475 мм | 2475 мм | 2475 мм | 2475 мм | 2475 мм | 2475 мм | 2475 мм | 2475 мм | 2475 мм | 2475 мм | 2475 мм | 2475 мм | 2475 мм |                                                                                         |                                                                                         |
| Длина:                                            | 4020 мм (Универсал: 4340 мм) | 4020 мм (Универсал: 4340 мм) | 4020 мм (Универсал: 4340 мм) | 4020 мм (Универсал: 4340 мм) | 4020 мм (Универсал: 4340 мм) | 4020 мм (Универсал: 4340 мм) | 4020 мм (Универсал: 4340 мм) | 4020 мм (Универсал: 4340 мм) | 4020 мм (Универсал: 4340 мм) | 4020 мм (Универсал: 4340 мм) | 4020 мм (Универсал: 4340 мм) | 4020 мм (Универсал: 4340 мм) | 4020 мм (Универсал: 4340 мм) | 4020 мм (Универсал: 4340 мм) |                                                                                         |                                                                                         |
| Снаряженная масса:                                | 960–1380 кг | 960–1380 кг | 960–1380 кг | 960–1380 кг | 960–1380 кг | 960–1380 кг | 960–1380 кг | 960–1380 кг | 960–1380 кг | 960–1380 кг | 960–1380 кг | 960–1380 кг | 960–1380 кг | 960–1380 кг |                                                                                         |                                                                                         |
| Максимальная скорость:                            | 154–157 км/ч | 164–168 км/ч | 182–188 км/ч | 164–168 км/ч | 175–180 км/ч | 193–196 км/ч | 215 км/ч | 220–224 км/ч | 222–224 км/ч | 154–156 км/ч | 163–165 км/ч | 154–156 км/ч | 172–178 км/ч | 187–193 км/ч |                                                                                         |                                                                                         |
| Ускорение 0-100 км / ч :                          | 16,3–16,9 с | 14–17,6 с | 11,2–13,1 с | 14–16,4 с | 11,7–14,2 с | 10,4–11,9 с | 8,7 с | 7,8–9 с | 7,5–8,1 с | 17,6–18,6 с | 15,1–15,9 с | 17,6–18,6 с | 12,8–14,6 с | 10,8–13,1 с |                                                                                         |                                                                                         |
| Смешанный расход топлива (Литров/100 километров): | 6,6–7,0 | 7,1– 8,8 | 8,5–9,8 | 7,4–8,5 | 7,6-8,5 | 7,8–8,6 | 8,5 | 9,6–10,4 | 10,5–10,6 | 5,6–5,9 ДТ | 6,2–6,4 ДТ | 4,9–5,2 ДТ | 4,9–6,1 ДТ | 4,5–7,2 ДТ |                                                                                         |                                                                                         |